# Odontocarya arifolia
Odontocarya arifolia är en tvåhjärtbladig växtart som beskrevs av Rupert Charles Barneby. Odontocarya arifolia ingår i släktet Odontocarya och familjen Menispermaceae. Inga underarter finns listade i Catalogue of Life.